# برایان هیل
 برایان هیل  (به انگلیسی: Brian Hill) (زاده ۲۹ آوریل ۱۹۴۷ - ویلینگبورو) داور سابق اهل انگلستان است.
وی داوری را از دهه ۱۹۷۰ شروع کرده و از سال ۱۹۸۵ تا ۱۹۹۴ میلادی در لیست داوران فیفا قرار داشته‌است.